# 商景泰
商景泰（?—?），字宗五，贵州瓮安人，清朝政治人物、同進士出身。
乾隆六十年（1795年）清高宗禪位仁宗乙卯恩科進士，三甲七十六名，后官四川射洪縣知縣。